# Rohff
Housni Mkouboi alias Rohff o ROH2F (n. Antananarivo, 15 de diciembre de 1977) es un cantante de rap francés de origen comorana (Mbeni, Ngazidja). 
Llega a Francia en 1985 y crece en Vitry-sur-Seine (Valle del Marne, banlieue) donde se apasiona muy pronto por la cultura hip hop. Miembro del Mafia K'1 Fry desde 1995. 

## Discografía
En Solo
- 1999: Le Code de l'Honneur
- 2001: La Vie avant la Mort
- 2004: La Fierté des Nôtres
- 2005: Au-delà de mes Limites
- 2008: Le Code de l'Horreur
- 2010: La Cuenta
- 2013: PDRG - Padre Du Rap Game"
- 2015: Rohff Game

Con la Mafia K'1 Fry
- 1997: Liens Sacrés
- 1999: Légendaire
- 2003: La Cerise sur le Ghetto
- 2007: Jusqu'à la Mort (Réédition)